# Marilou Reggae
Pour les articles homonymes, voir Marilou (homonymie).
Pistes de L'Homme à tête de chou
Chez Max coiffeur pour hommes Transit à Marilou
Marilou Reggae est une chanson écrite, composée et interprétée par Serge Gainsbourg, en 1976.

## Description
Il s'agit du troisième morceau reggae de l'auteur-compositeur-interprète, qui parait en 1976 sur l'album L'Homme à tête de chou. Elle raconte l'histoire d'une jeune femme dénommée Marilou qui, lorsqu'elle danse « reggae », excite les sens du narrateur, lui faisant naître des idées lubriques.

## Versions
Le titre connaîtra une nouvelle version sur l'album intégralement reggae Aux armes et cætera, paru en 1979. Elle porte le nom de Marilou Reggae Dub.
En 2003, dans le cadre de la réalisation de l'album Aux armes et cætera - Dub Style, Marilou Reggae est intégralement réenregistrée sur la voix de Gainsbourg à Kingston, pour une nouvelle mise en valeur et Marilou Reggae Dub est éditée dans une version longue. L'album contient également une version dub Marilou Dub et une version réinterprétée par Buffalo Bill (ht), un toaster jamaïcain, Marilou A Dance Reggae.